# Un anno...tante storie d'amore
Un anno...tante storie d'amore è il quarto album di Peppino Gagliardi, pubblicato nel 1971.

## Il disco
Contiene quattro brani già pubblicati nel 1970 su 45 giri, cioè Settembre/Pensando a cosa sei e Ti amo così/Ti voglio, e quattro pubblicati nel 1971, ovvero Sempre...sempre/Gocce di mare e La ballata dell'uomo in più/Passerà, il resto sono brani inediti, oltre alla cover di Love Story di Francis Lai.

## Tracce
Lato A
1. Sempre...Sempre
2. Passerà
3. Ti amo così
4. Pensando a cosa sei
5. Settembre
6. Al pianoforte

Lato B
1. Love Story - (Francis Lai)
2. La ballata dell'uomo in più - (Peppino Gagliardi - Gaetano Amendola)
3. Gocce di mare
4. Visione
5. Accanto a chi
6. Ti voglio